# Arachnothera magna
El arañero estriado (Arachnothera magna) es una especie de ave paseriforme de la familia Nectariniidae propia del sudeste asiático.

## Descripción

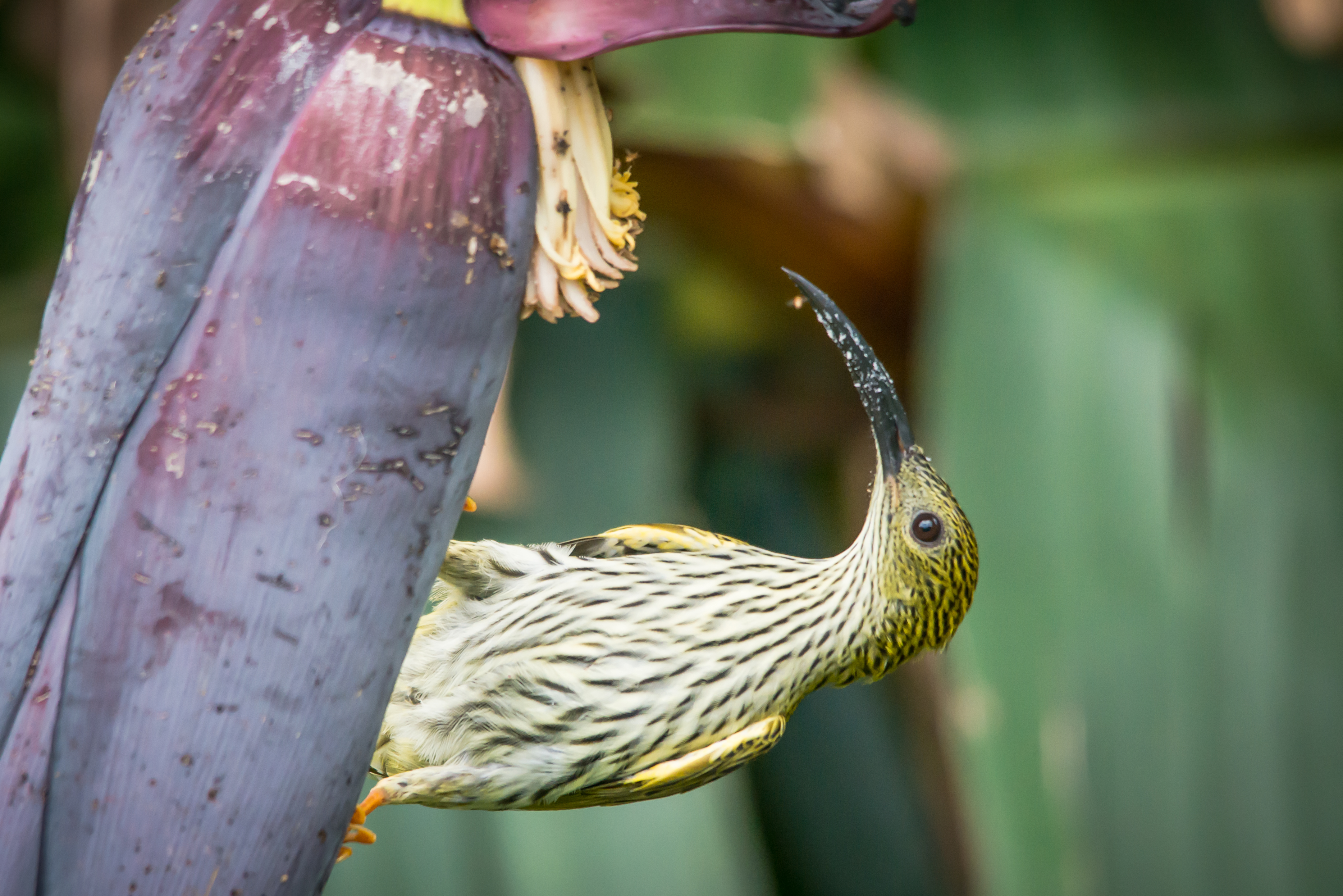
Arañero estriado en el parque nacional Kaeng Krachan, Tailandia.

Es similar en tamaño a un gorrión. Es de un color oliva amarillo, con múltiples estrías oscuras. Tiene un largo pico negro torcido y piernas amarillas. Por abajo es de un amarillo pálido estriado con negro. Su pico está especialmente adaptado para una dieta de néctar.

## Distribución y hábitat
Se puede encontrar en Bangladés, Bután, Camboya, China, India, Laos, Malasia, Birmania, Nepal, Tailandia, y Vietnam. En India,  se encuentra en los estados indios orientales. Sus hábitats naturales son los bosques de tierras bajas húmedas, subtropicales o tropicales y bosques montañosos húmedos, tropicales o subtropicales.

## Comportamiento
Esta especie puede ser encontrada sola o en pares. La temporada de anidación es desde marzo a julio. El nido está normalmente elaborado con hojas junto con telarañas, y se encuentran al reverso de una hoja.

## Dieta y alimentación
Se alimenta del néctar de flores como la flor plátano salvaje.